# زقة الرمل الشرقية
زقة الرمل الشرقية (الاسم العلمي: Ammocrypta pellucida)، نوع من جنس زقة الرمل وفصيلة أسماك الفرخ. يكثر وجوده بوفرة في نهري ميسيسيبي وأوهايو، وكذلك بحيرات تشامبلين وإيري وهورون وميشيغان وأونتاريو. أنها تفضل الجداول ذات القاع الرملي والضواحي البحيرات.